# Thierry De Cordier
Thierry De Cordier (* 1954 in Ronse, Oudenarde) ist ein belgischer Grafiker und Maler.

## Leben und Werk
De Cordier erlangte internationale Bekanntheit durch seine Malereien. Das Meer, öde Landschaften und Berge sind wiederkehrende Themen. Thierry De Cordier ist von der Chinesischen Tuschmalerei des 17. und 18. Jahrhunderts inspiriert und fängt gleichzeitig das Licht von Nordeuropa ein.

## Ausstellungen (Auswahl)

### Einzelausstellungen
- 1997 Drawings Kröller-Müller Museum, Otterlo
- 2004 Drawings Centre Georges Pompidou, Paris
- 2012 Thierry De Cordier: Landschappen Palais des Beaux-Arts de Bruxelles, Belgium

### Gruppenausstellungen
- 1987 Skulptur.Projekte, LWL-Museum für Kunst und Kultur, Münster
- 1989 Einleuchten Deichtorhallen, Hamburg
- 1990 Weitersehen Museum Haus Lange und Haus Esters, Krefeld
- 1992 documenta IX, Kassel
- 1997, 2014 Biennale di Venezia, Venedig
- 2000 Stedelijk Museum voor Actuele Kunst, Gent
- 2003 Set Museu d’Art Contemporani de Barcelona, Barcelona
- 2005 Slow Art – Stilleben – Porträts – Landschaften Museum Kunstpalast, Düsseldorf
- 2007 MARTa is silent: Garde le silence, le silence le gardera Marta Herford, Herford
- 2008 Traces du Sacré Centre Pompidou – Musée National d’Art Moderne, Paris
- 2011 Van Abbemuseum, Eindhoven
- 2015 Jalousie de métier: Part 1 Bonnefantenmuseum, Maastricht
- 2016 The Eighties – A Decade of Extremes Museum van Hedendaagse Kunst Antwerpen, Antwerpen[2]